# Cirkuše v Tuhinju
Cirkuše v Tuhinju este o localitate din comuna Kamnik, Slovenia, cu o populație de 67 de locuitori.